# كازويا أوكازاكي (دراج)
كازويا أوكازاكي (باليابانية: 岡崎和也؛ بالكانا: おかざき かずや) هو دراج ياباني، ولد في 10 مايو 1972 في هيروشيما في اليابان.

## وصلات خارجية
- كازويا أوكازاكي على موقع أرشيف الدراجات (الإنجليزية)
- كازويا أوكازاكي على موقع إحصائيات الدراجات الإحترافية (الإنجليزية)
- كازويا أوكازاكي على موقع نسبة الدراجات (الإنجليزية)